# Rue du Capitaine-Tarron
La rue du Capitaine-Tarron est une voie du 20e arrondissement de Paris, en France.

## Situation et accès
La rue du Capitaine-Tarron est une voie publique située dans le 20e arrondissement de Paris. Elle débute au 2, rue Géo-Chavez et se termine au 1, boulevard Mortier.

## Origine du nom
Elle porte le nom du capitaine du génie Édouard Tarron (16 janvier 1878 – 18 avril 1911) aviateur, mort pour la patrie à Villacoublay (Seine-et-Oise), tué le 18 avril 1911,.

## Historique
Cette voie est ouverte sous sa dénomination actuelle en 1913.

## Bâtiments remarquables et lieux de mémoire

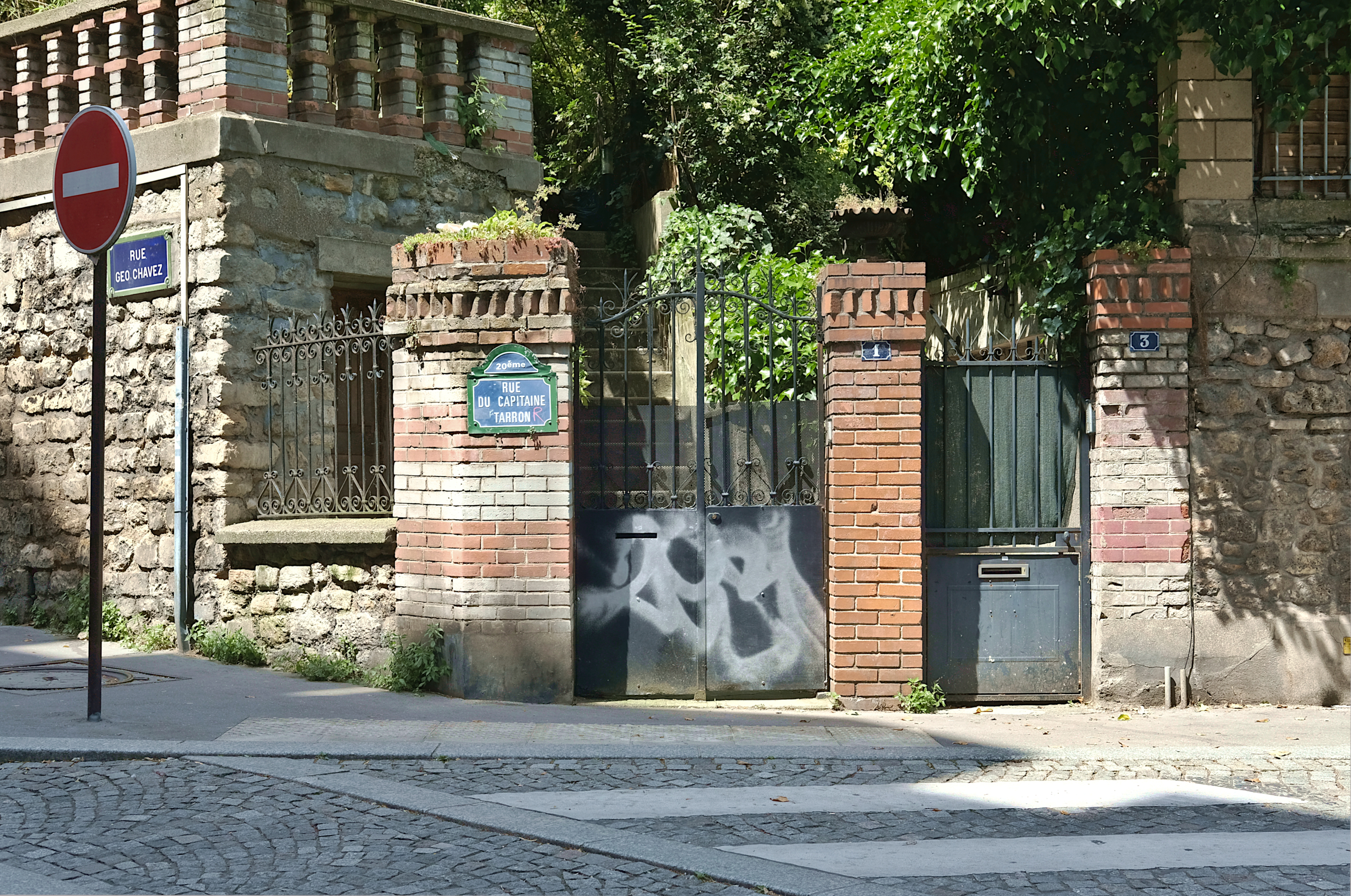
N°1 et n°3.
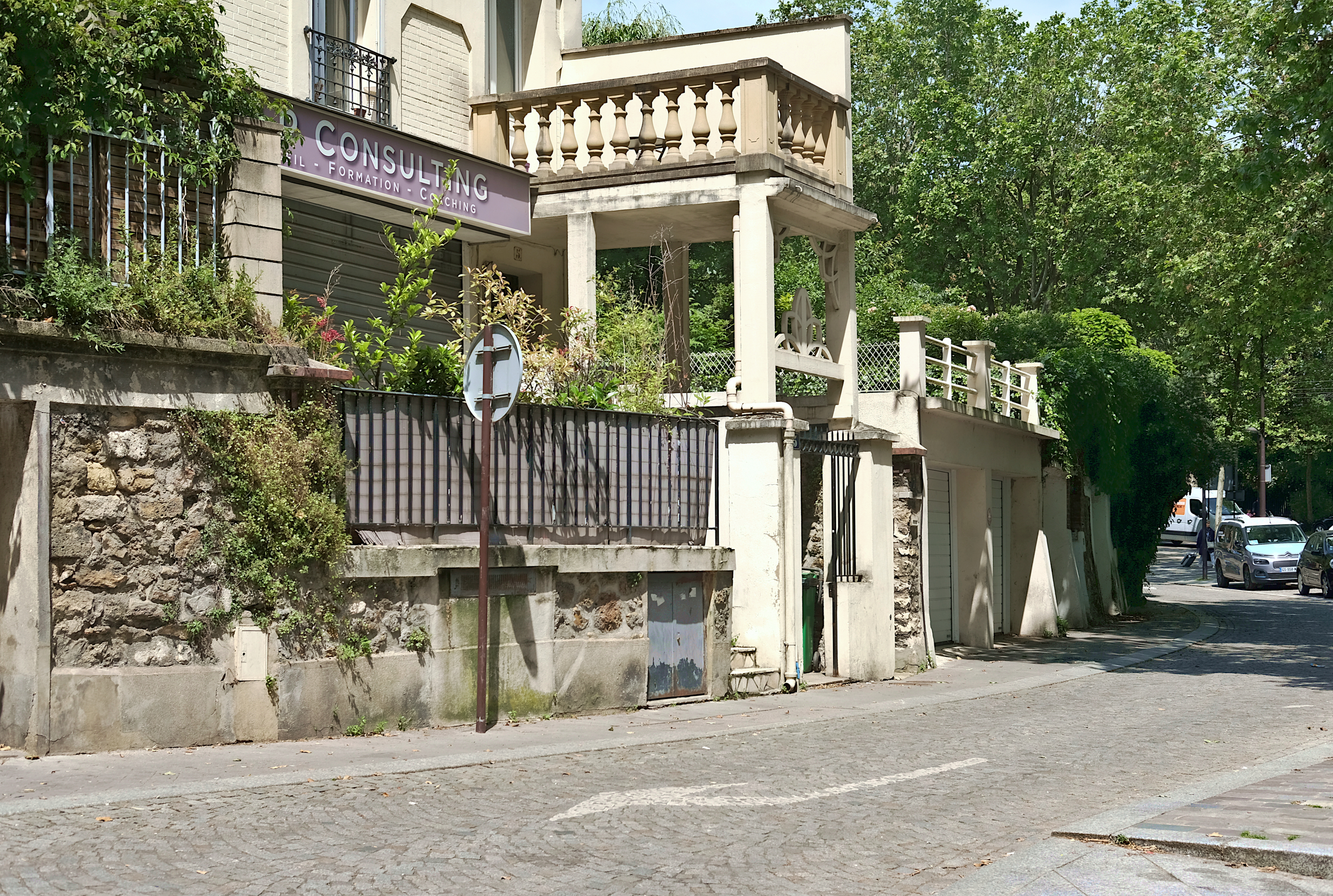
N°5.